# Villa Giulia (Palermo)
Villa Giulia è un giardino pubblico di Palermo, sito sul confine del quartiere Kalsa, tra via Lincoln e il Foro Italico, e adiacente all'Orto botanico cittadino.

## Storia
Realizzato per iniziativa del Pretore e Governatore della città Antonio La Grua tra il 1777 ed il 1778, prese il nome da Giulia d'Avalos, moglie dell'allora viceré di Sicilia Marcantonio Colonna.
Il progetto della villa fu realizzato dall'architetto Nicolò Palma che disegnò un verde pubblico con un perimetro perfettamente quadrato, suddiviso a sua volta in quattro quadrati suddivisi dalle loro diagonali; lo spazio centrale, di forma circolare è abbellito da quattro esedre progettate da Giuseppe Damiani Almeyda in stile pompeiano.

## Il giardino
L'ingresso monumentale prospiciente il Foro Italico è neoclassico, le colonne doriche testimoniano bene il gusto già romantico della fine del XVIII secolo, quest'ingresso non viene utilizzato per l'accesso al giardino e rimane costantemente chiuso. L'altro ingresso, situato sulla via Lincoln, è meno elaborato ed è quello usato regolarmente per accedere al giardino.
Al centro della villa si trova L'orologio del Dodecaedro ovvero un dodecaedro in marmo dove per ogni faccia si trova un orologio solare, progettato dal matematico Lorenzo Federici. La scultura si trova al centro di una fontana di forma circolare ed è sorretta dalla statua di un giovane accovacciato. Attorno alla fontana è presente una righiera decorata da sculture metalliche.
All'interno del giardino sono presenti numerose sculture marmoree, delle quali la più significativa è quella del Genio di Palermo di Ignazio Marabitti realizzata nel 1778.

## Galleria d'immagini

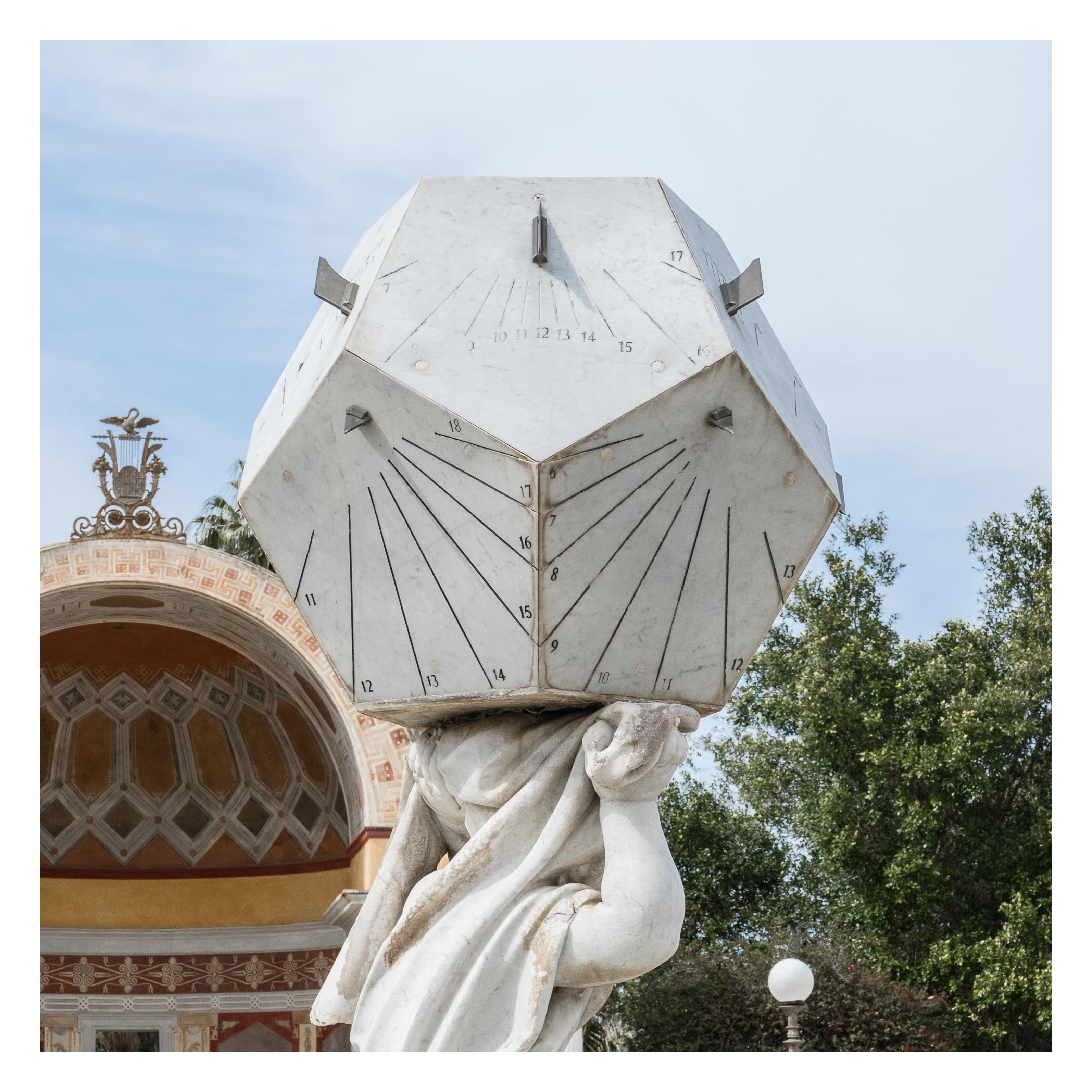
Il dodecaedro

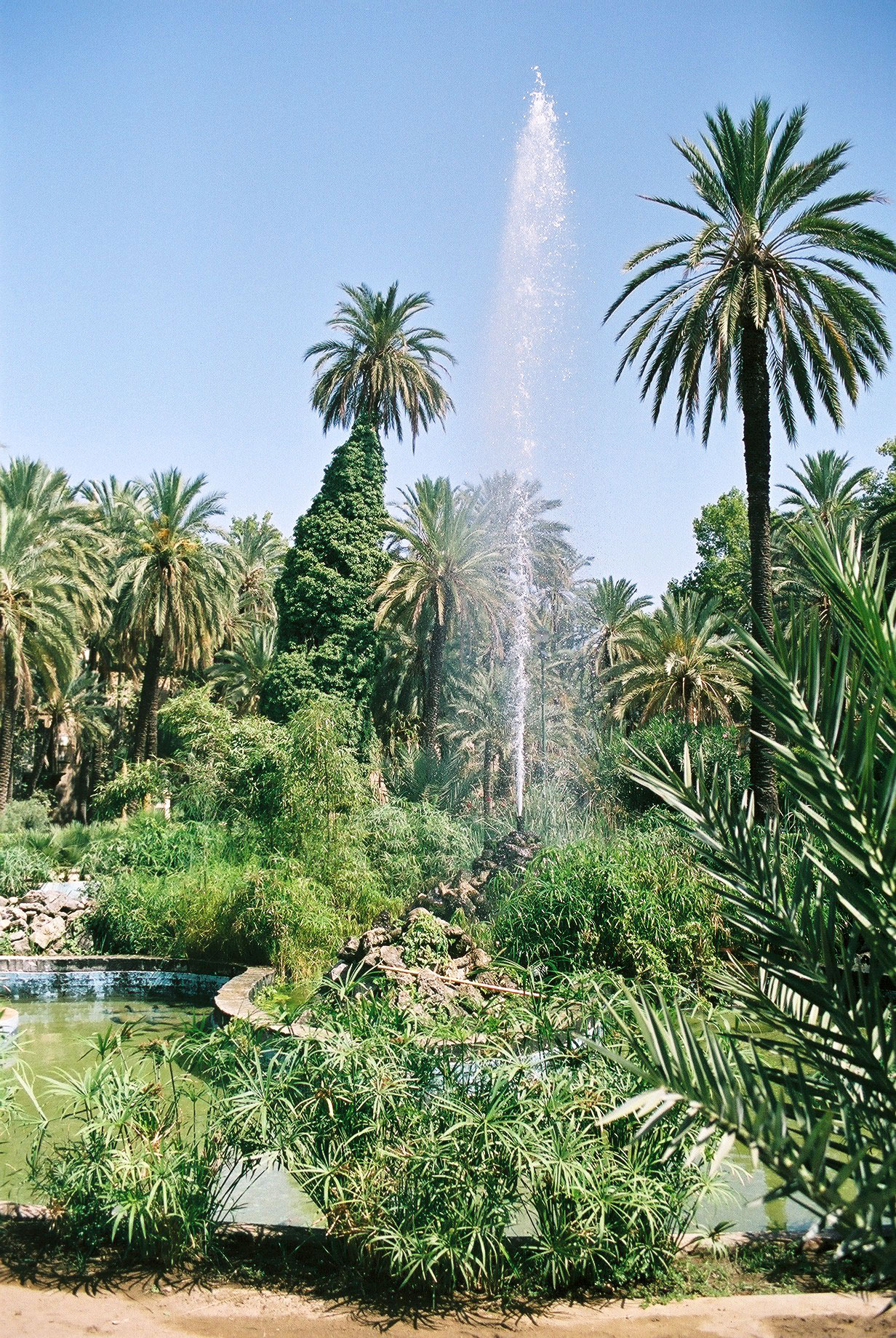
Palme e fontane di Villa Giulia.
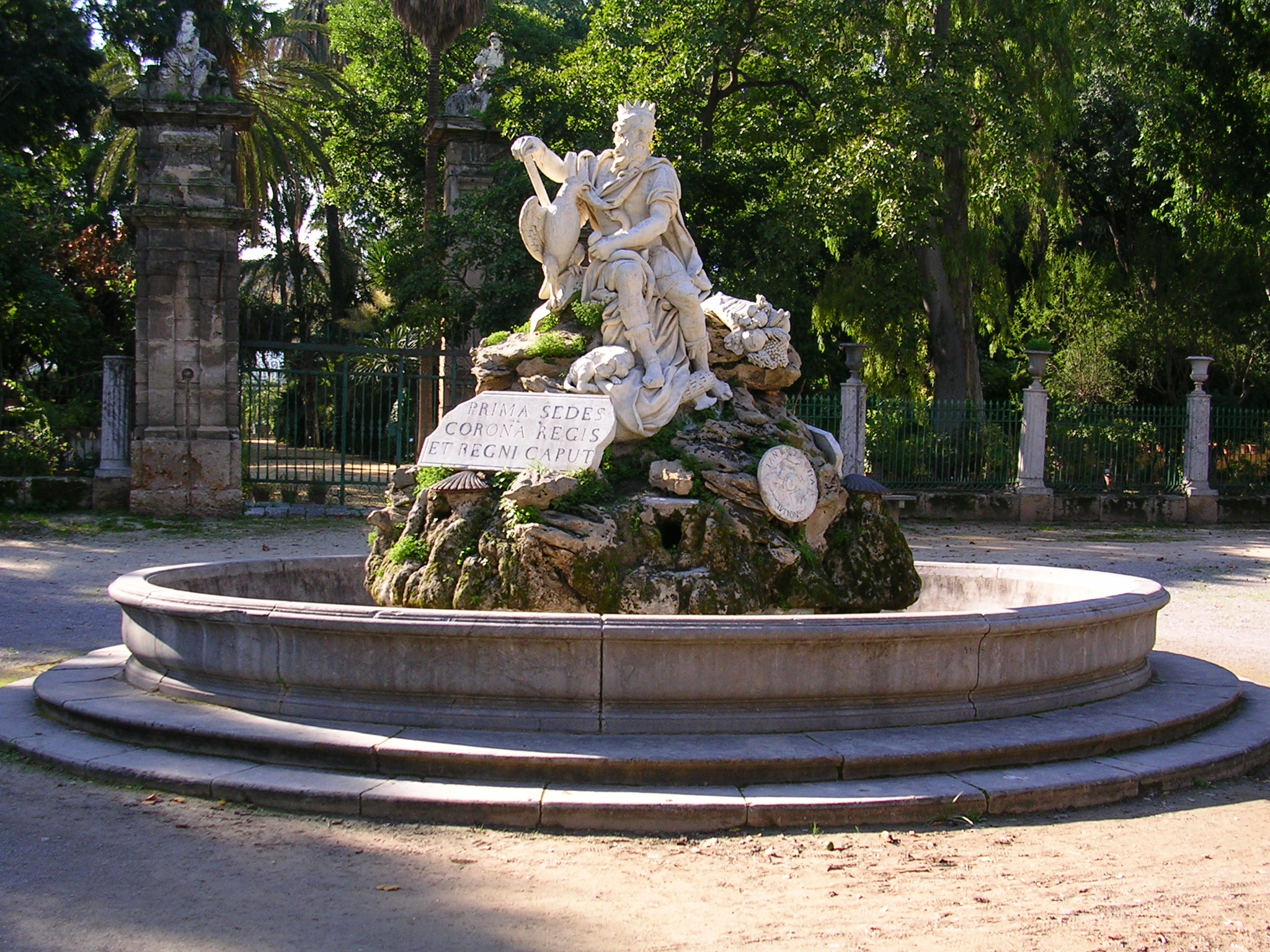
La Fontana del Genio di Palermo di Ignazio Marabitti.
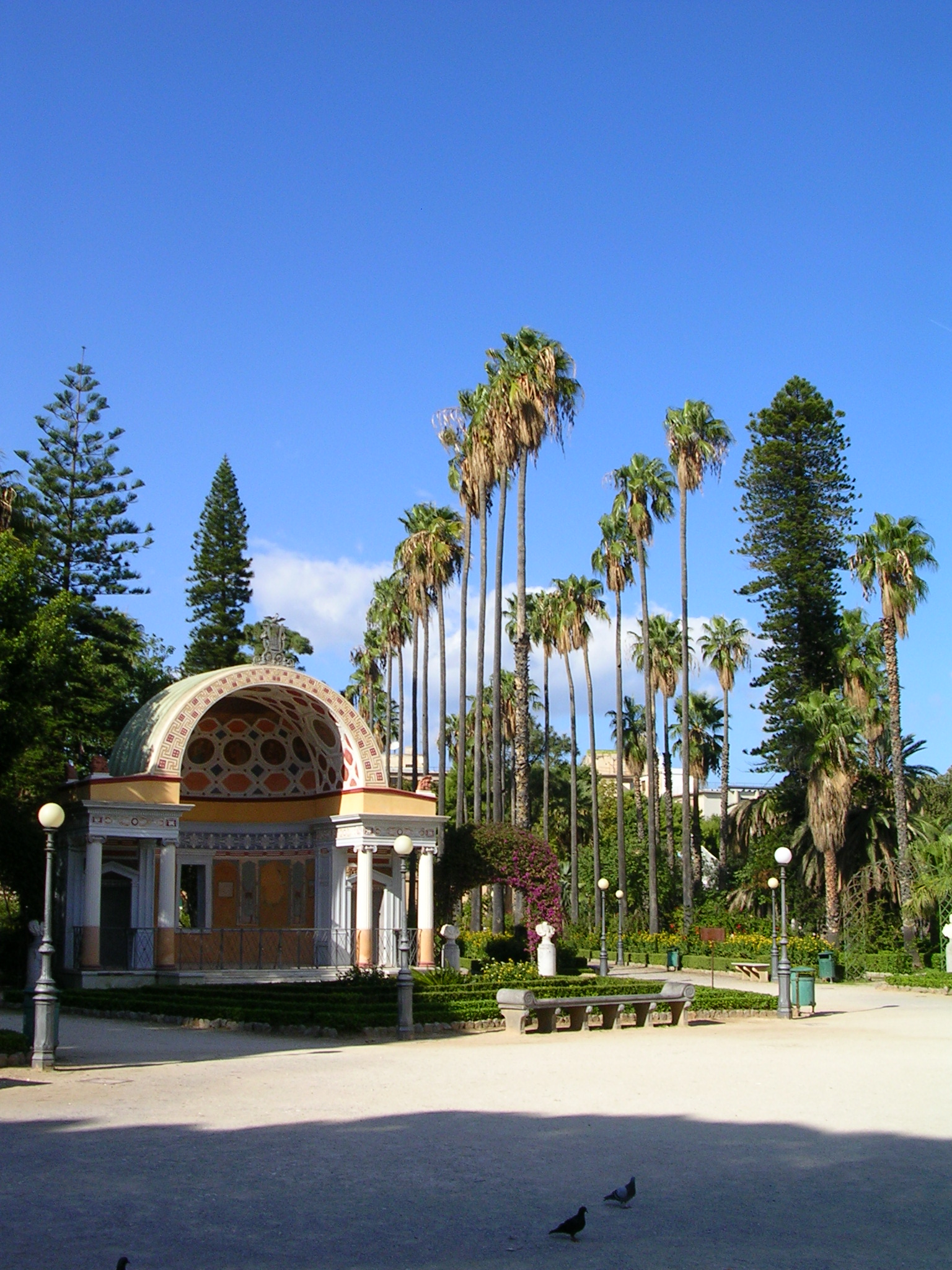
L'esedra nord-occidentale di Giuseppe Damiani Almeyda.
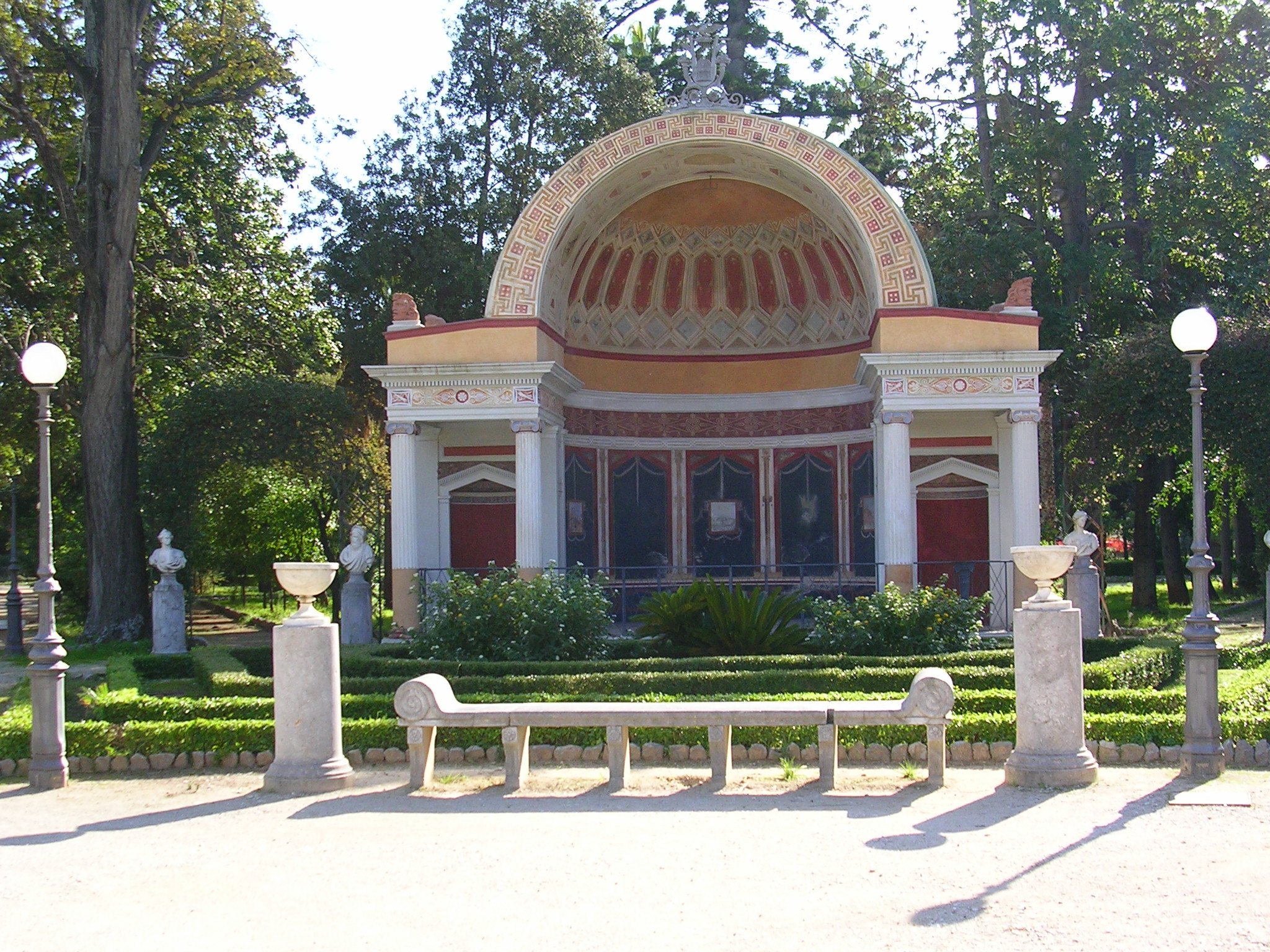
L'esedra sud di Giuseppe Damiani Almeyda.
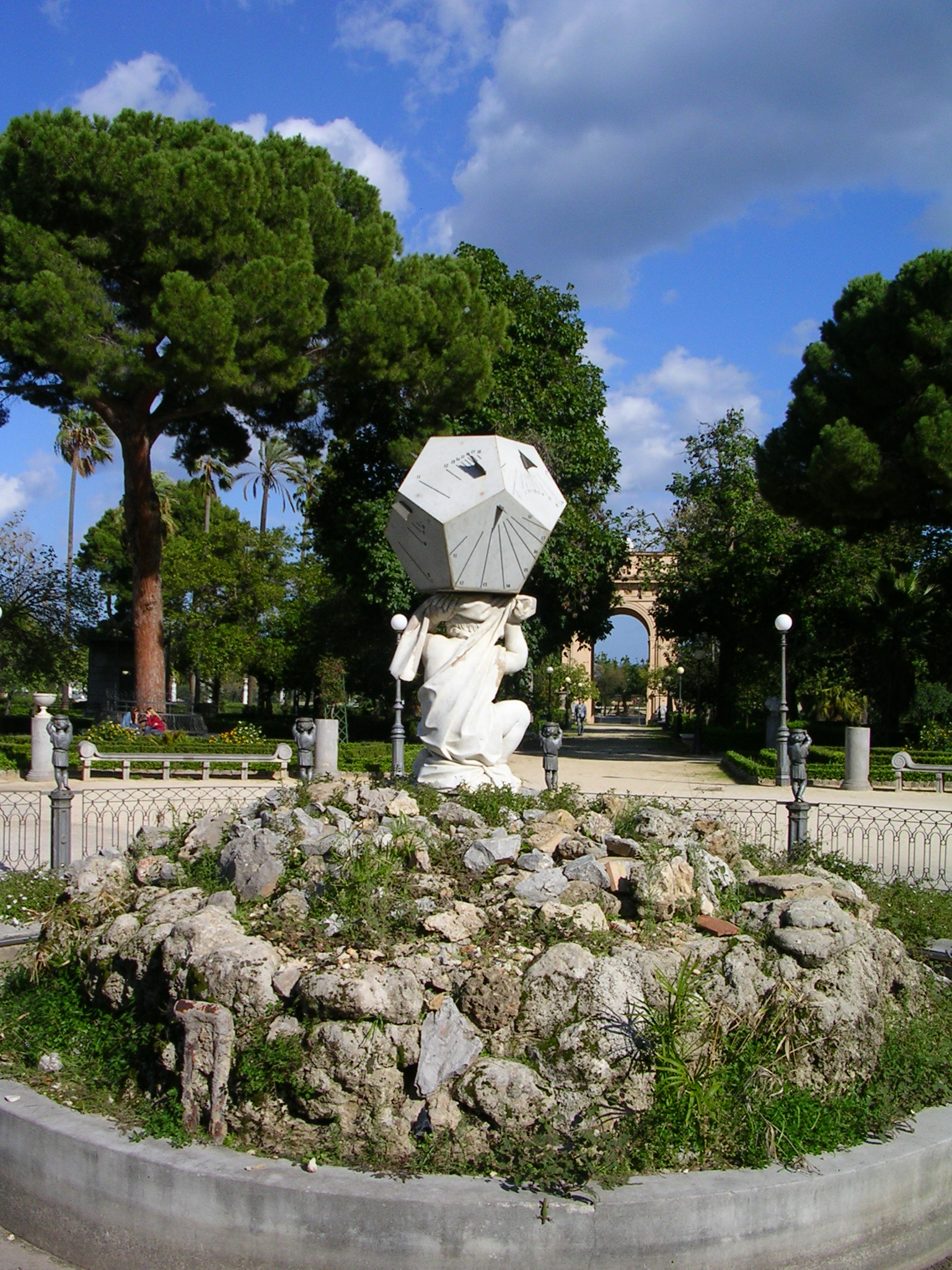
L'Orologio del Dodecaedro.
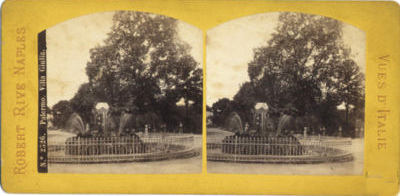
Stereografia dell'Orologio del Dodecaedro.